# Pchery
Pchery jsou obec v okrese Kladno ve Středočeském kraji. Nachází se pět kilometrů severně od Kladna. Žije zde přibližně 2 000 obyvatel.

## Poloha
Pchery se rozkládají ve vyvýšené poloze na pravém svahu širokého údolí Knovízského potoka, pod horní hranou rozlehlé pláně, zvané Rovina, či na Rovinech (místními bývá tento název užíván v množném čísle, jakoby podle vzoru „města“). Směrem jihozápadním terén sotva pozorovatelně stoupá k vrcholu Vinařické hory, nacházející se už na katastru obce Vinařice. Nejnižší bod katastrálního území Pchery leží v nadmořské výšce 247 m na hladině Knovízského potoka, nejvyšší bod v nadmořské výšce 364 m v poli na východním úbočí Vinařické hory. Vlastní sídlo Pchery tvoří dvě původně samostatné těsně sousedící osady – Pchery (severovýchodní část) a Humny (jihozápadní část) – které v průběhu času k nerozeznání stavebně splynuly do jednoho útvaru (podobně jako sousední Brandýsek a Olšany). Nedílnou součástí obce je někdejší hornická osada Theodor (lidově Kréta), ležící 1,5 km jihovýchodně, na protější hraně Rovin nad údolím Týneckého potoka.

## Historie
První písemná zmínka o Pcherách je z roku 1222, kdy se připomínají platy, odváděné Pehreh (v Pechrech) klášteru benediktinek u sv. Jiří na Pražském hradě. Podle jazykovědce Antonína Profouse tkví původ názvu v německém slově Becherer, označujícím hlavní zaměstnání nejstarších obyvatel osady – lze je vykládat buď jako „češíři“ (výrobci dřevěných číší aj. nádob) nebo „smolaři“ (sběrači a zpracovatelé pryskyřice).
V první polovině dvacátého století u vesnice fungoval důl Theodor, lidově zvaný Kréta. Byl vybudován na okraji kladenského důlního pole s předpokladem velkých zásob uhlí, ale uhelná sloj nebyla šachtou zachycena. Šachta byla hloubena v letech 1898–1902 do hloubky 326 metrů a později prohloubena na 490 metrů. Sloj byla nalezena až po vybudování překopu. Vytěžené uhlí se lanovkou dopravovalo do třídírny Dolu Ronna. Důl Theodor byl uzavřen před rokem 1947. V provozu zůstala jen elektrárna, do níž se po druhé světové válce dopravovalo uhlí z Dolu Ronna.

### Územněsprávní začlenění
Dějiny územněsprávního začleňování zahrnují období od roku 1850 do současnosti. V chronologickém přehledu je uvedena územně administrativní příslušnost obce v roce, kdy ke změně došlo:
- 1850 země česká, kraj Praha, politický i soudní okres Slaný[5]
- 1855 země česká, kraj Praha, soudní okres Slaný[5]
- 1868 země česká, politický i soudní okres Slaný[5]
- 1939 země česká, Oberlandrat Kladno, politický i soudní okres Slaný[6]
- 1942 země česká, Oberlandrat Praha, politický i soudní okres Slaný[7]
- 1945 země česká, správní i soudní okres Slaný[8]
- 1949 Pražský kraj, okres Slaný[9]
- 1960 Středočeský kraj, okres Kladno[10]

### Rok 1932
V obci Pchery (přísl.Humny, 2890 obyvatel, poštovní úřad, telegrafní úřad, telefonní úřad, četnická stanice, katol. kostel, sbor dobrovolných hasičů) byly v roce 1932 evidovány tyto živnosti a obchody: 2 nákladní autodopravci, autodrožka, výroba cementového zboží, 3 cihelny, 5 obchodů s cukrovinkami, obchod s dobytkem, důl Theodor, drogerie, drůbežárna, elektrárna, elektrotechnický závod, galanterie, 4 holiči, 8 hostinců, kolář, konsum Včela, 2 kováři, 3 krejčí, výčep lihovin, malíř písma, obchod s mlékem, obchod s obuví Baťa, 3 obuvníci, obchod s ovocem a zeleninou, papírnictví, 5 pekařů, 2 pohřební ústavy, 4 porodní asistentky, 4 povozníci, 15 rolníků, 4 řezníci, 4 sadaři, sedlář, 18  obchodů se smíšeným zbožím, Živnostenská záložna v Kladně (fil.), stavitel, 2 obchody se střižním zbožím, školka, 2 švadleny, 4 trafiky, 2 truhláři, 2 obchody s uzenářským zbožím, obchod s vápnem, zahradnictví, zámečník.

## Obyvatelstvo
| Rok            | 1869 | 1880 | 1890 | 1900 | 1910  | 1921  | 1930  | 1950  | 1961  | 1970  | 1980 | 1991 | 2001 | 2011 | 2021 |
| -------------- | ---- | ---- | ---- | ---- | ----- | ----- | ----- | ----- | ----- | ----- | ---- | ---- | ---- | ---- | ---- |
| Počet obyvatel | 423  | 459  | 594  | 860  | 1 045 | 1 073 | 1 279 | 1 026 | 1 015 | 1 264 | 809  | 946  | 782  | 782  | 788  |
| Počet domů     | 50   | 53   | 56   | 71   | 100   | 124   | 234   | 260   | 587   | 347   | 241  | 337  | 283  | 279  | 279  |

## Části obce
Formálně se obec člení na dvě části:
- Pchery
- Humny

a dvě základní sídelní jednotky:
- Pchery (vlastní Pchery a Humny)
- Pchery-u dolu (okolí bývalého dolu Theodor)[14]

V letech 1850–1929 k obci patřily i Saky.

## Hospodářství
Větrná elektrárna Pchery. Na pláni zhruba jeden kilometr východně od vesnice byla v srpnu 2007 zahájena výstavba větrné elektrárny s tehdy největším jednotkovým instalovaným výkonem v Česku. Dvě 88 metrů vysoké věže nesou vrtuli o průměru sto metrů, pohánějící generátor o instalovaném výkonu 3 MW. Dodavatelem technologie je finská firma WinWinD. Očekávaná cena výstavby byla 190 milionů korun. Montáž obou věží včetně osazení vrtulí a generátorů byla dokončena v únoru 2008, k zahájení provozu došlo 1. dubna 2008.

## Doprava
- Silniční doprava – Do obce vedou silnice III. třídy. Ve vzdálenosti 2,5 km vede dálnice D7 s exitem 18 (Slaný-jih). Železniční trať ani stanice na území obce nejsou. Nejblíže obci je železniční zastávka Kladno-Švermov ve vzdálenosti 3,5 km ležící na trati 093 z Kralup nad Vltavou do Kladna. Do roku 1982 byla v provozu zastávka Pchery na trati Kladno-Dubí – Zvoleněves.[18] V obci zastavovaly v září 2011 autobusové linky jedoucí do těchto cílů: Brandýsek, Kladno, Praha, Slaný.[19]

## Pamětihodnosti
- Kostel svatého Štěpána, stojící v horní části vsi. Poprvé se připomíná v registrech desátků roku 1352, byl barokně přestavěn a rozšířen v roce 1706, novější úpravy pocházejí ještě z let 1894 až 1895.
- Barokní zvonice z poloviny 18. století ve stráni nad kostelem

## Osobnosti
- Oldřich Duras, první český šachový velmistr se narodil v Humnech roku 1882.
- Bydlel zde horník (dřevič) dolu Ronna Karel Koutecký, narozený roku 1906 v Motyčíně a popravený koncem druhé světové války v Drážďanech. Ve Pcherách je po něm pojmenována ulice Karla Kouteckého, jeho jméno je také uvedeno na pomnících ve Pcherách a Vinařicích.[20]

## Fotogalerie

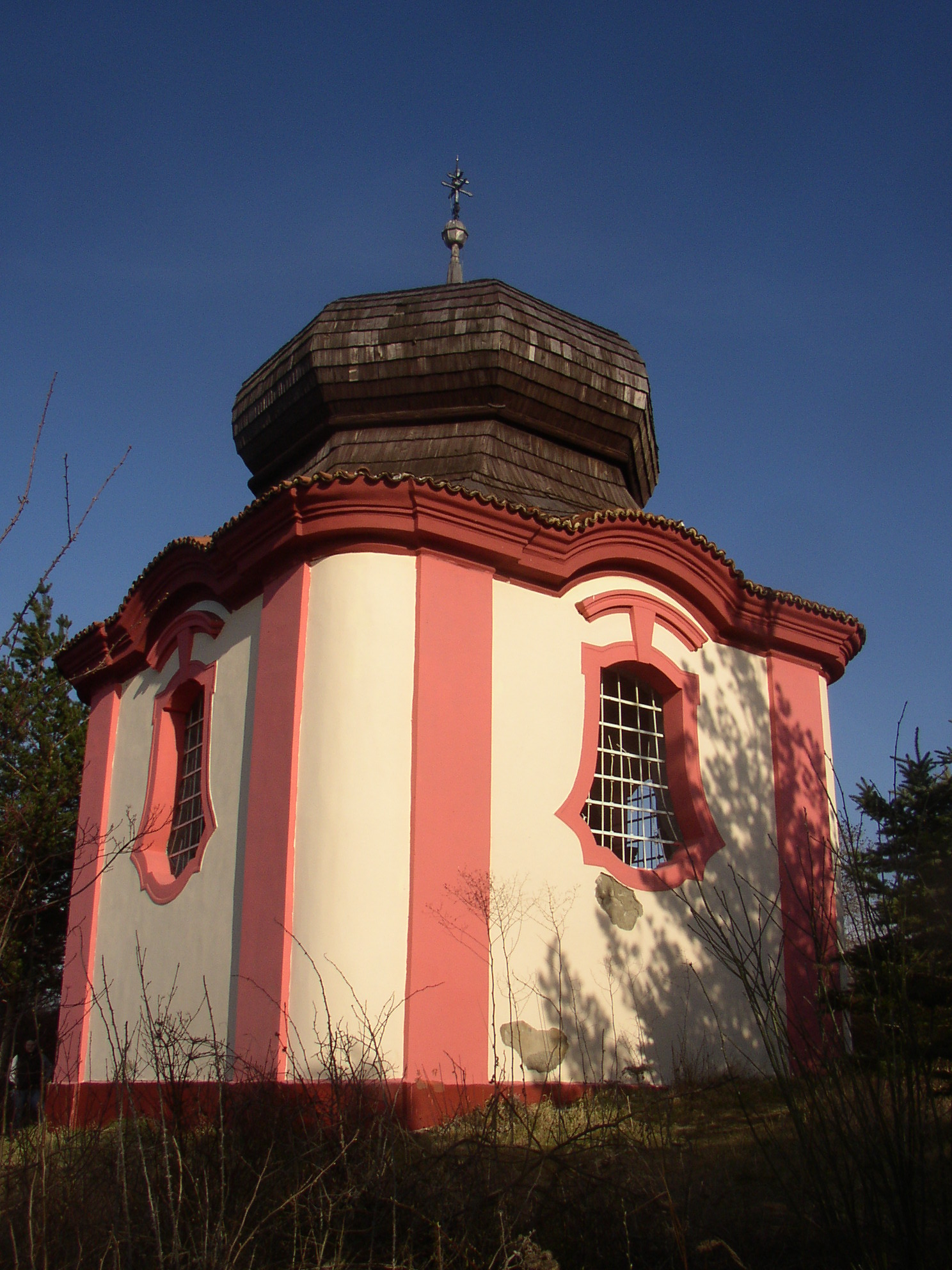
Zděná barokní zvonice na horním okraji vsi
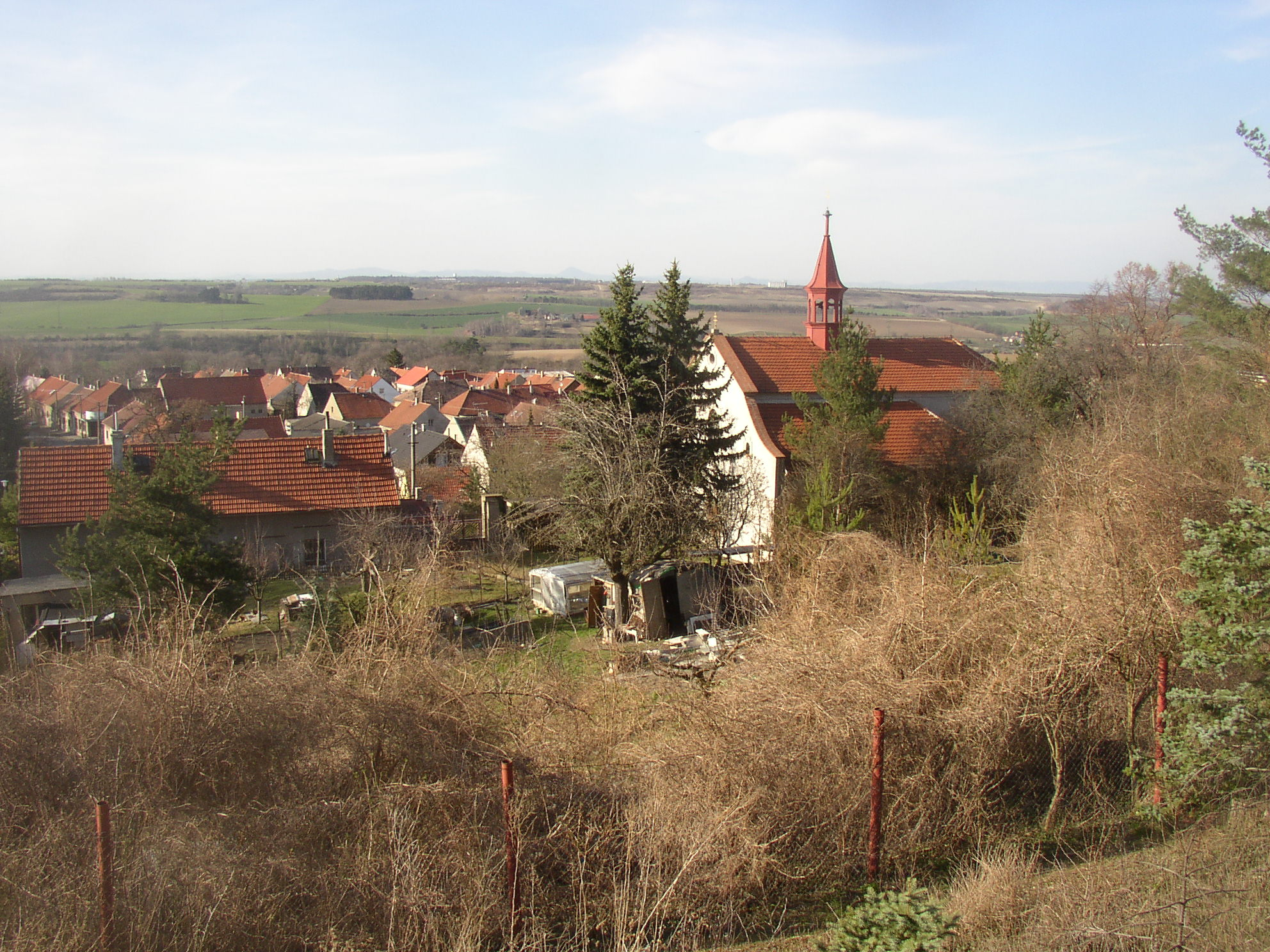
Pohled od zvonice na kostel sv. Štěpána
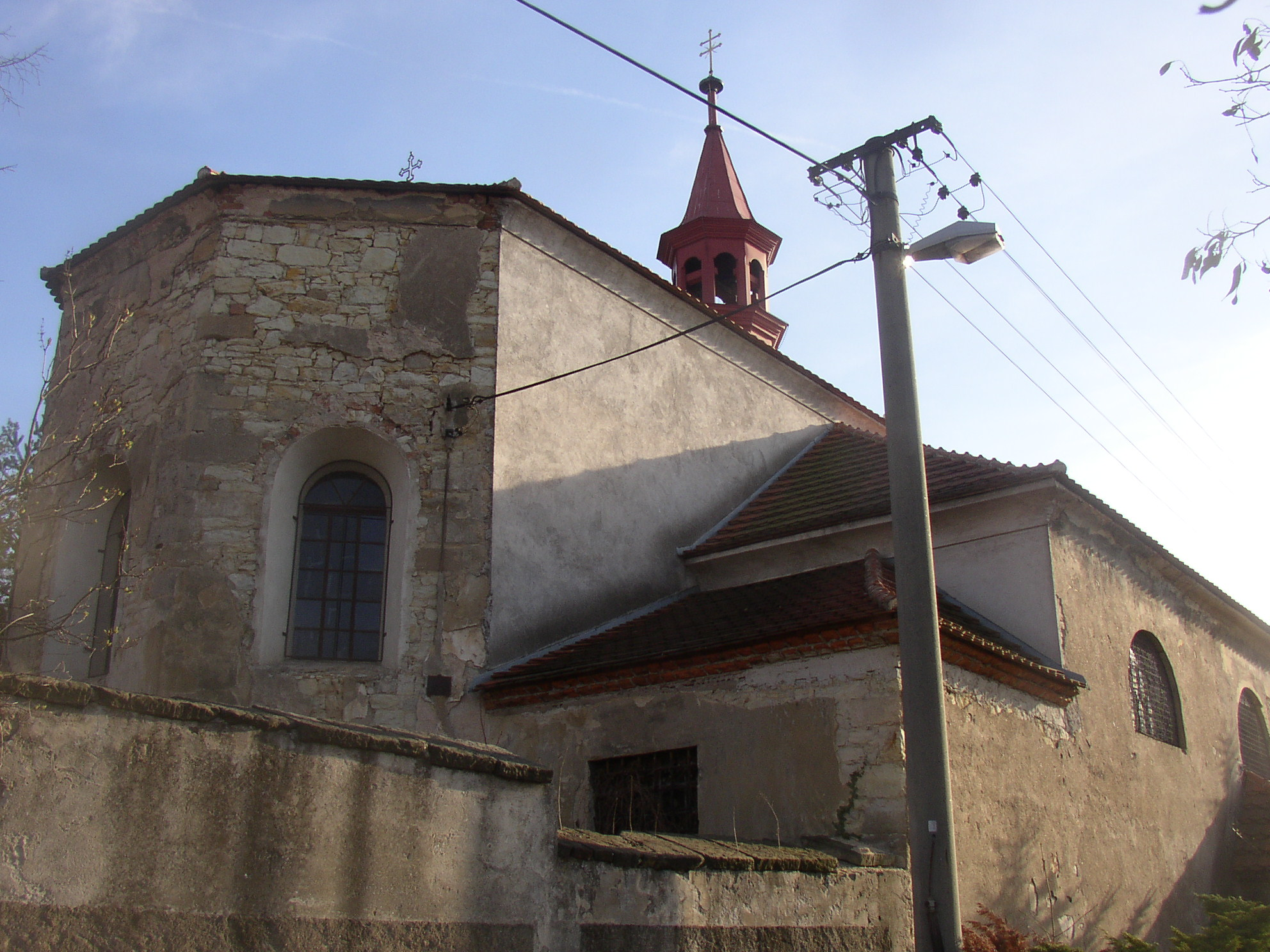
Kostel sv. Štěpána zezadu
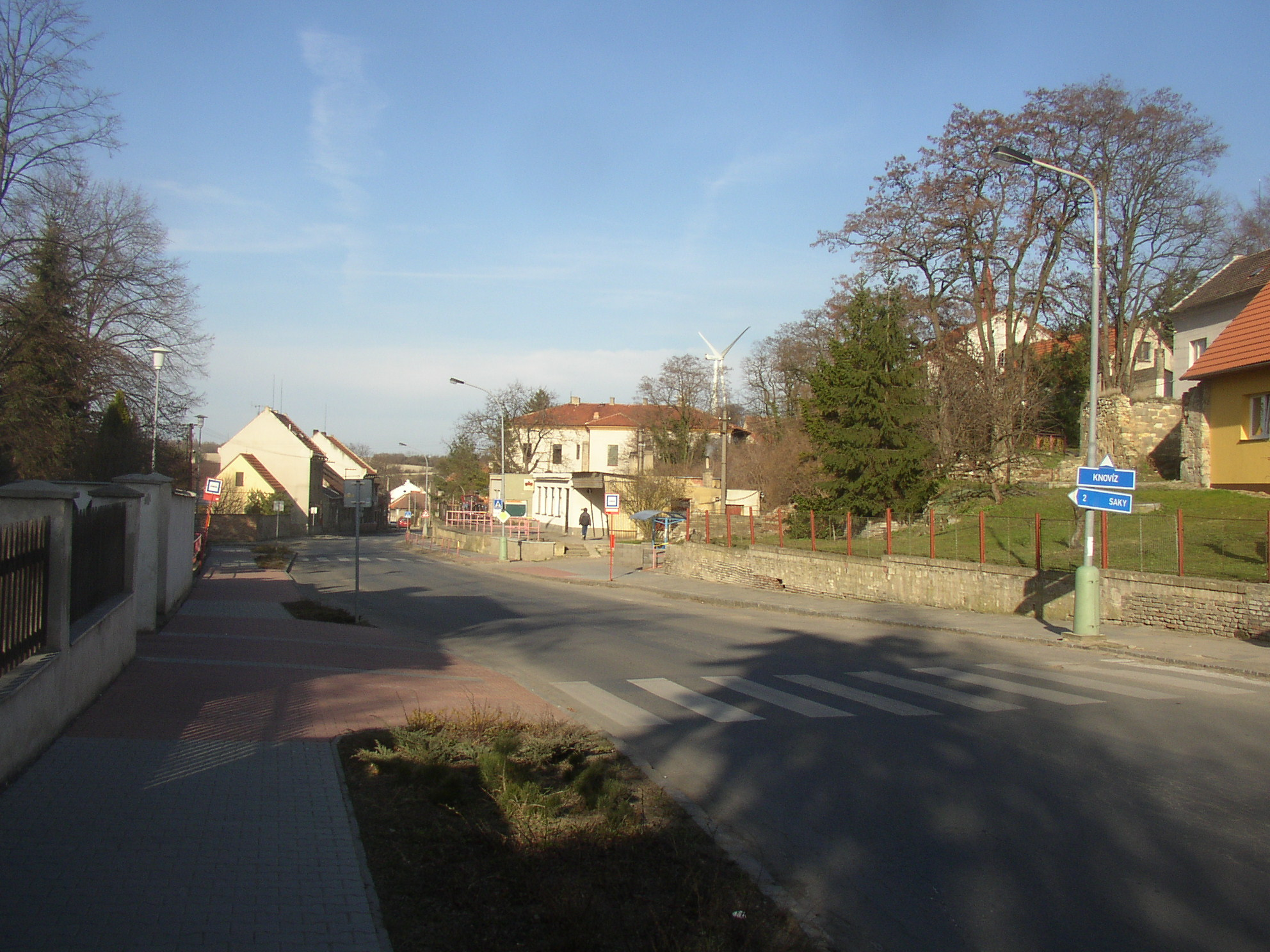
Osa obce, ulice 5. května, u křižovatky v centru Pcher
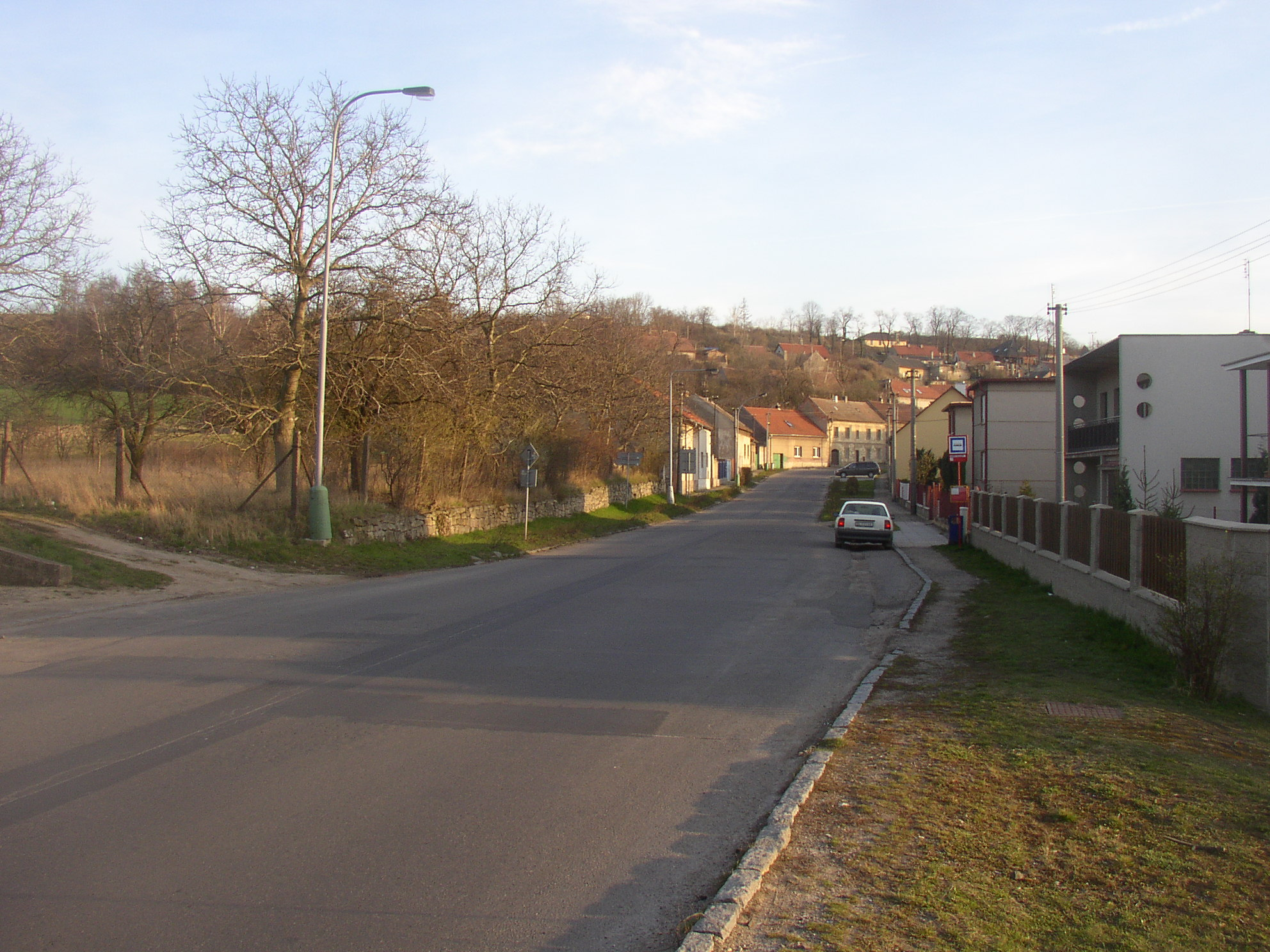
Silnice od Knovíze vstupuje do Pcher
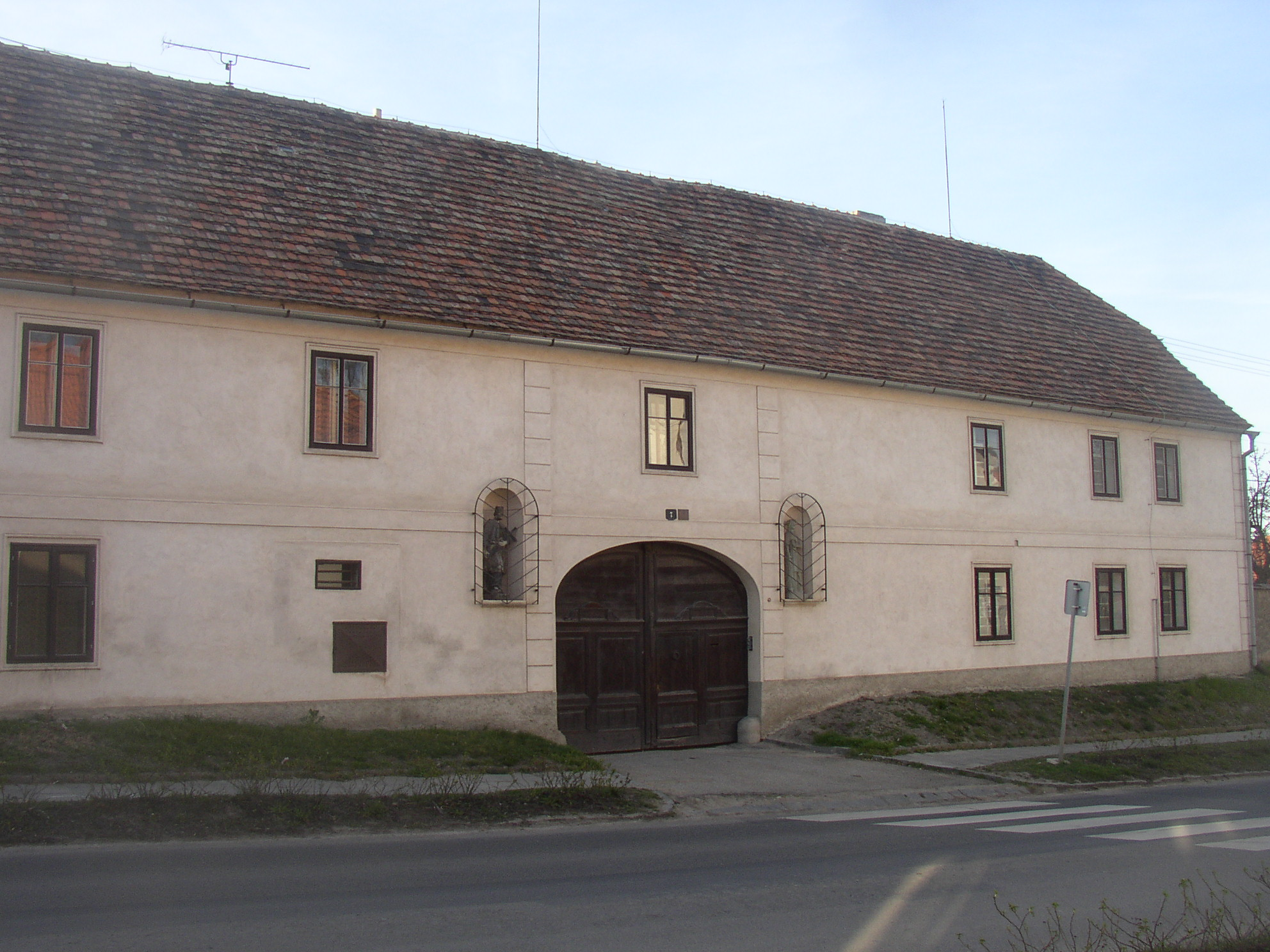
Dům čp. 7 s výklenkovými soškami svatých
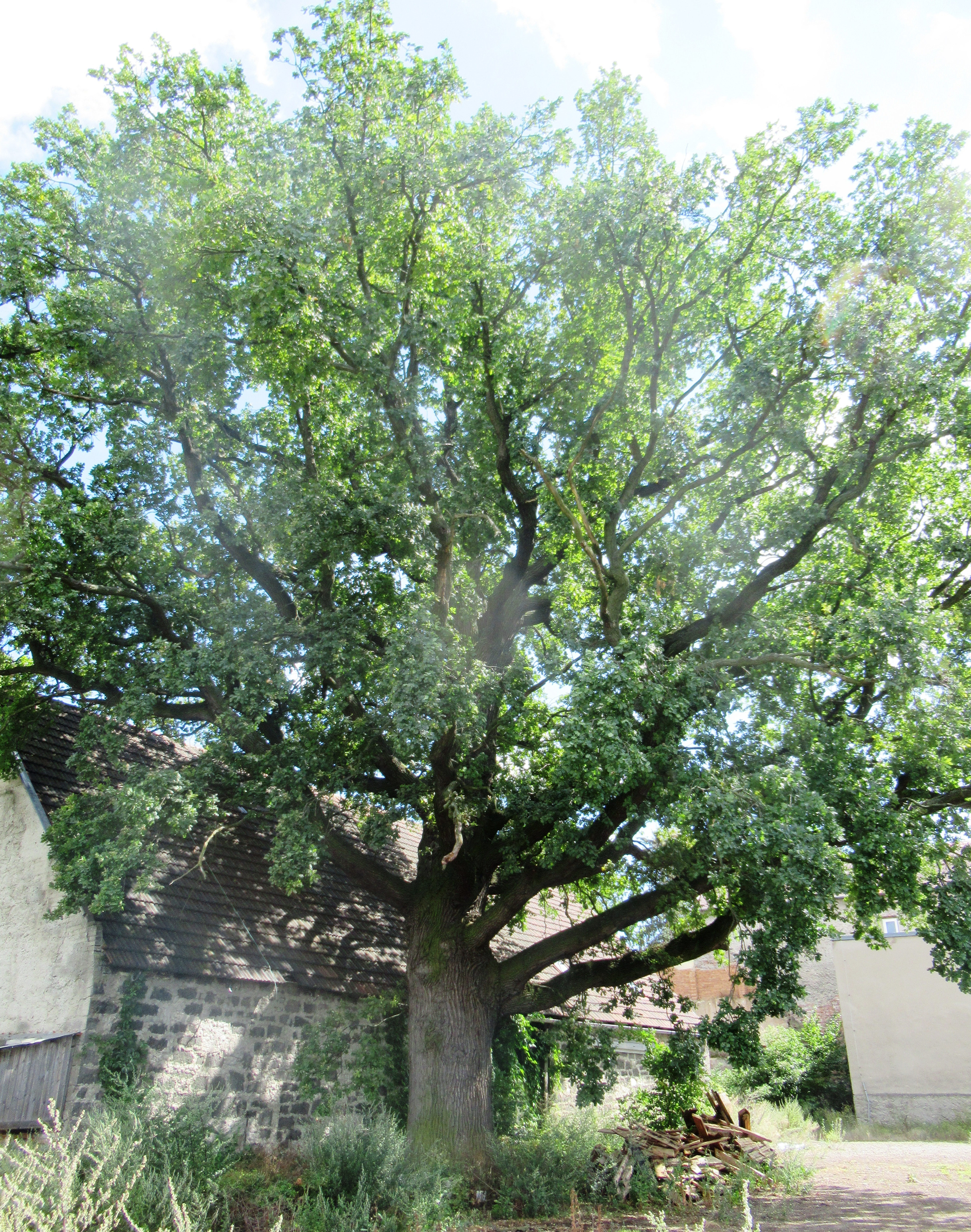
Dub U Čížků
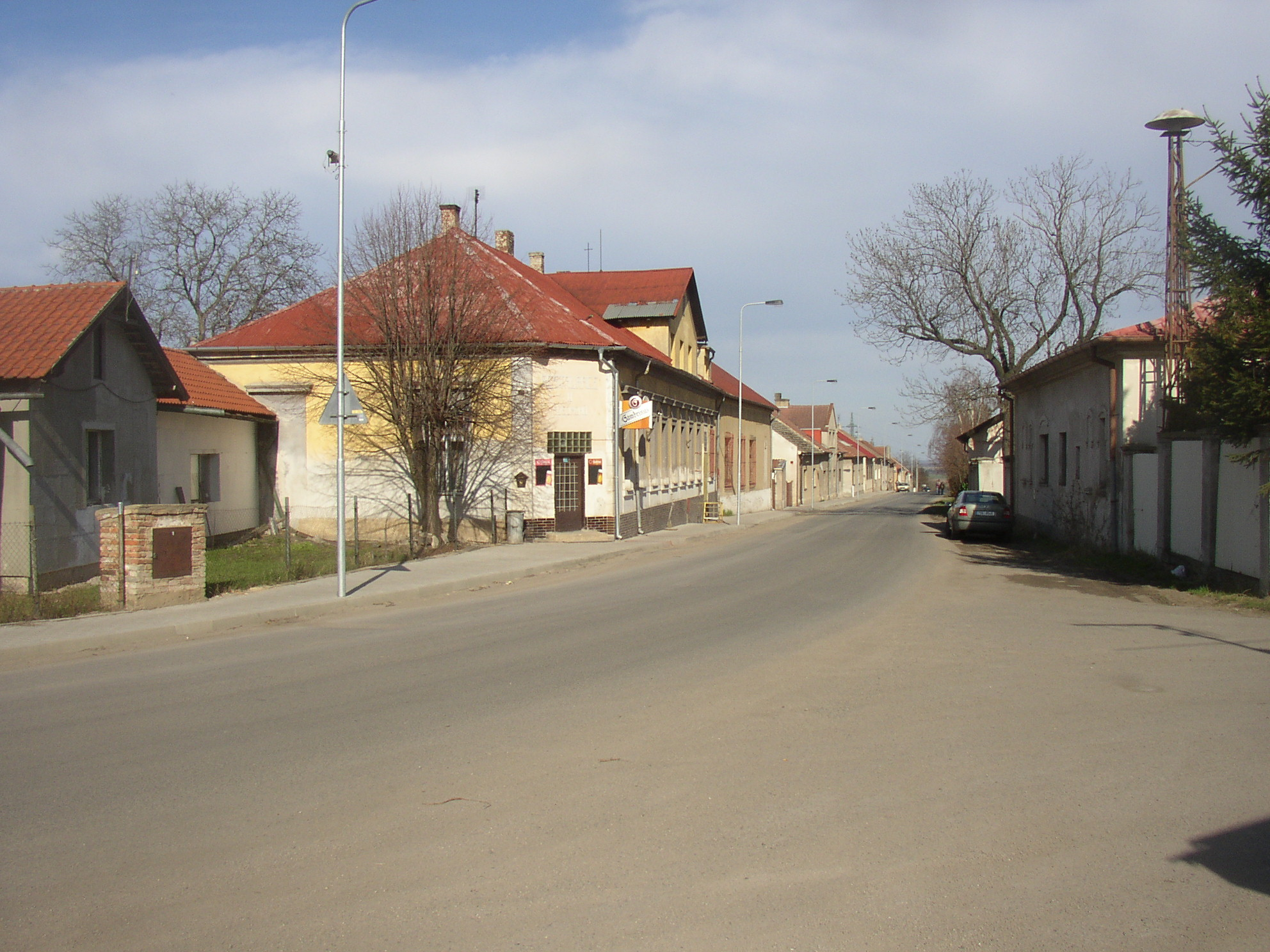
Hlavní ulice na Theodoru, směr Brandýsek
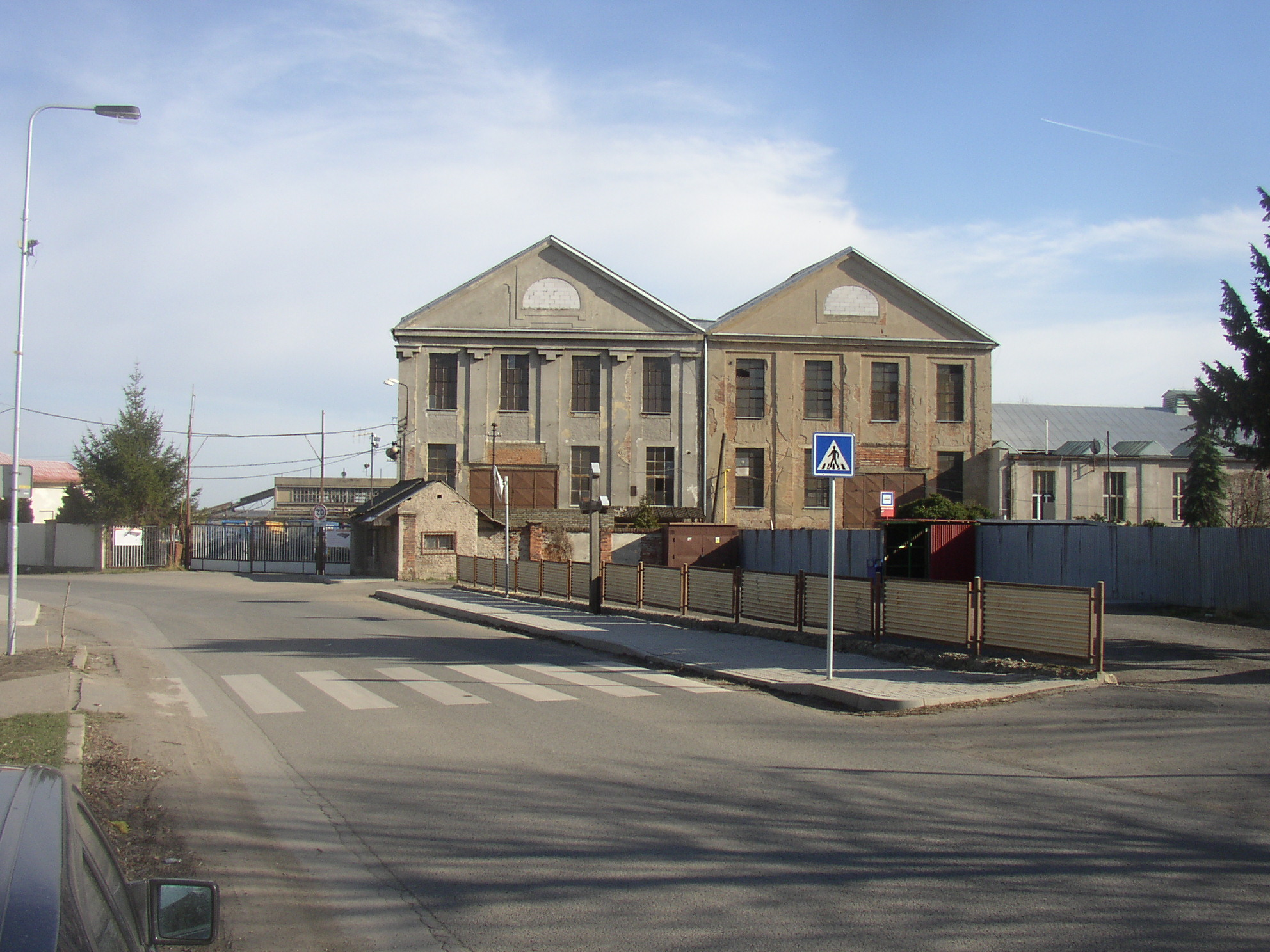
Budovy bývalého dolu Theodor
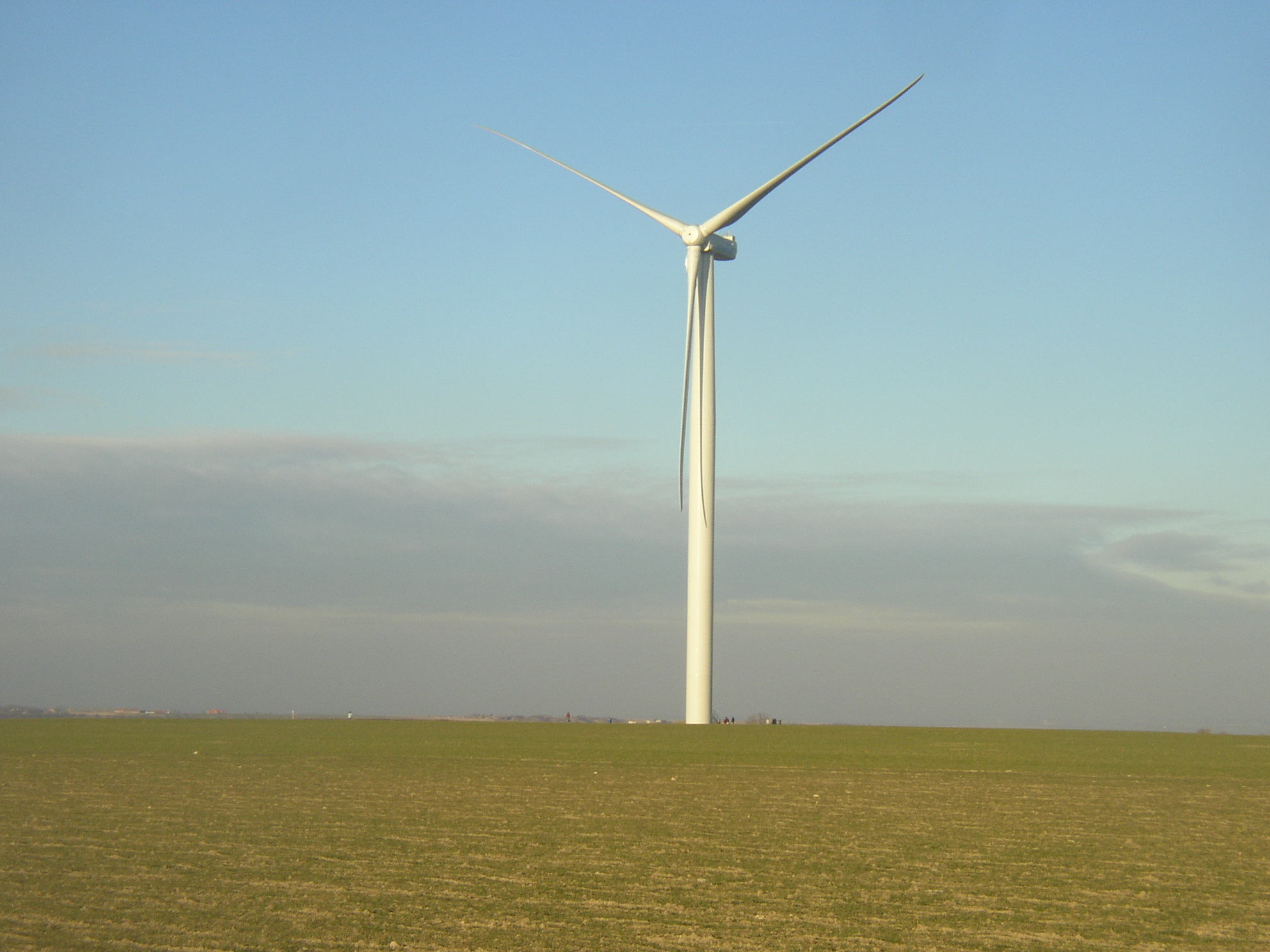
Východní stožár